# مات كرامر
مات كرامر (بالإنجليزية: Matt Kramer)‏ هو مغني أمريكي، ولد في 10 أغسطس 1968.

## وصلات خارجية
- مات كرامر على موقع ميوزك برينز (الإنجليزية)
- مات كرامر على موقع ديسكوغز (الإنجليزية)